# Juan Antonio Pérez
Juan Antonio Pérez Moreno (Ciudad Real, 6 de noviembre de 1988) es un deportista español que compite en atletismo, especialista en las carreras de fondo.
Ganó una medalla de plata en el Campeonato Europeo de Atletismo en Ruta de 2025, en la prueba de 10 km por equipo.
Fue campeón de España de 10 000 m en 2017, 2019 y 2021, de 10 km en ruta en 2017 y de media maratón en 2024.

## Palmarés internacional
| Campeonato Europeo en Ruta | Campeonato Europeo en Ruta | Campeonato Europeo en Ruta | Campeonato Europeo en Ruta |
| Año                        | Lugar                      | Medalla                    | Prueba                     |
| -------------------------- | -------------------------- | -------------------------- | -------------------------- |
| 2025                       | Bruselas/Lovaina (Bélgica) | Medalla de plata           | 10 km por equipo           |